# Frank Beard
Frank Lee Beard (Frankston (Texas), 11 juni 1949) is de drummer van de Amerikaanse rockband ZZ Top. Hij is – ondanks zijn naam – de enige muzikant in de band zonder lange baard. 

## Biografie
Beard studeerde aan de Irving High School in Irving (Texas) en speelde in meerdere bands, namelijk The Cellar Dwellars, The Hustlers, The Warlocks en American Blues.
Samen met de gitarist Billy Gibbons richtte Beard in 1969 op 20-jarige leeftijd de band ZZ Top op. Beard had eerder met Dusty Hill gespeeld in American Blues, the Warlocks, en the Cellar Dwellers en introduceerde hem bij Gibbons als bassist. Nadat ze hun stijl hadden bepaald, die ze "Texas boogie-blues-rock" noemen, brachten ze in januari 1971 hun eerste album uit, getiteld ZZ Top's First Album. Frank Beard's bijnaam is Rube en verscheen in de credits van hun debuutalbum en hun derde album Tres Hombres als Rube Beard.

### Privéleven
Frank Beard was getrouwd met Catherine Alexander van april 1978 tot juli 1981. Na zijn scheiding hertrouwde hij met Debbie Meredith, zijn huidige vrouw, en kreeg bij haar drie kinderen. Hij woont in Richmond in Texas in zijn boerderij Top 40 Ranch.
- Bibsys: 11053551
- Gemeinsame Normdatei: 134324056
- International Standard Name Identifier: 0000 0001 1467 0361
- Library of Congress Control Number: no2004081927
- MusicBrainz: 8a79bb9a-6d33-406a-acfe-a02a1a215ef9
- Nationale Bibliotheek van Tsjechië: ola2002151806
- Nederlandse Thesaurus van Auteursnamen: 069982228
- Virtual International Authority File: 26145971370432330435
- WorldCat: E39PBJgt6QYTKKMrvBvkygfjG3